# Teemu Riihijärvi
Teemu Riihijärvi (* 1. März 1977 in Espoo) ist ein ehemaliger finnischer Eishockeyspieler. Während seiner Karriere spielte er zwischen 1993 und 2006 in der finnischen SM-liiga für die Espoo Blues, Lukko Rauma, die Pelicans Lahti und SaiPa Lapeenranta sowie für Södertälje SK in der schwedischen Elitserien.

## Karriere
Riihijärvi bestritt bereits 1993 im Alter von 16 Jahren seine ersten Spiele bei den Espoo Blues in der höchsten finnischen Spielklasse, der SM-liiga. 1995 nahm er an der U18-Junioren-Europameisterschaft 1995 und gewann dabei die Goldmedaille. Aufgrund seines damals großen Talentes wählten ihn die San Jose Sharks nach zwei Spielzeiten in Finnland im Alter von 18 Jahren im NHL Entry Draft 1995 in der ersten Runde an 12. Position aus, der Finne spielte jedoch zunächst bis 1997 bei den Blues. In den folgenden Spielzeiten wechselte er innerhalb der finnischen Liga mehrmals und spielte so bis Ende der Saison 2002/03 für Lukko Rauma, die Pelicans Lahti und SaiPa Lapeenranta.
Vor der Saison 2003/04 unterzeichnete Riihijärvi einen Zweijahresvertrag beim schwedischen Elitserienklub Södertälje SK. Nach Auslauf des Vertrages kehrte er nach Finnland zu seinem Stammverein, den Espoo Blues, zurück. Dort beendete er nach der Saison 2005/06 seine 13-jährige Profikarriere. Riihijärvi hat trotz seiner frühen Auswahl im NHL Entry Draft nie ein Spiel in der National Hockey League bestritten.

## Erfolge und Auszeichnungen
- 1995 Goldmedaille bei der U18-Junioren-Europameisterschaft